# 週刊将棋
週刊将棋（しゅうかんしょうぎ）は、日本将棋連盟発行の機関紙。マイナビ出版（2015年9月まではマイナビ本部の出版事業部<旧・毎日コミュニケーションズ>）が販売を行っている。
1984年1月25日創刊。2016年3月30日号で休刊
。

## 概要
- 世界で唯一の将棋専門の週刊新聞であった。発行部数は20万部と称している[4]。
- 毎日新聞社の社員だった柳沼正秀が、日本将棋連盟に提案して、創刊された[5]。
- 紙面は原則としてタブロイド判24ページ立て（年末年始合併号だけ32ページ）[4]。将棋の日本国内におけるタイトル戦をはじめ、マイナビが主催するマイナビ女子オープン等の棋譜や関連記事、将棋関連の技術講座、将棋ゲームソフトやインターネットの将棋ウェブサイト情報などを掲載している。
- 発行は毎週水曜日[4]。原則モノクロ（1面は青色の題字あり）だが、毎月1回程度カラー紙面を採用[6]。
- 宅配は毎日新聞販売店にて行われている。
- 2012年6月13日より電子版も発行[7]。
- 2015年10月20日、日本将棋連盟とマイナビ出版は、インターネットの普及による情報社会の変化などから、「メディアを取り巻く環境は著しく、その役割を終えたと判断した」として2016年3月30日号を以って休刊することを発表した[1]。
- 2020年には、藤井聡太が棋聖・王位のタイトルを獲得した際に、それぞれ特別記念号を発行した[8][9]。

## 主な編集長経験者
- 大崎千明
- 柳沼正秀
- 小川明久
- 古作登
- 出戸英一郎
- 日比生康弘
- 雨宮知典

## 主な編集部出身者
- 横田稔
- 嶋屋佐知子
- 斎藤哲男
- 椎名龍一（加藤久康、遊駒スカ太郎）
- 浅川浩（浅川書房）
- 長谷川暢昭
- 内田晶
- 上地隆蔵
- 下村龍正
- 下村康史
- 西村詩
- 加藤まどか
- 渡部壮大

## 販売ルート
- 販売協力団体にマイナビと関係の近い毎日新聞社があることから、毎日新聞の新聞販売店からの宅配を行っている他、全国主要鉄道駅・コンビニエンスストアでの即売、郵送配達が行われている[4]。
- 即売定価330円、定期購読は1年コース17160円、半年コース8580円（送料いずれも込み）[4]

## 著者が「週刊将棋」名義の書籍
- 穴熊ガイド 週刊将棋 編 毎日コミュニケーションズ  1988(週将ブックス. 定跡百科 ; 2)
- 四間飛車ガイド 週刊将棋 編 毎日コミュニケーションズ  1988(週将ブックス. 定跡百科 ; 1)
- 不滅の名勝負100 : 昭和の将棋史 週刊将棋編集部 編 毎日コミュニケーションズ  1988
- 横歩取りガイド 週刊将棋 編 毎日コミュニケーションズ  1988(週将ブックス. 定跡百科 ; 3)
- 中飛車ガイド 週刊将棋 編 毎日コミュニケーションズ  1988(週将ブックス. 定跡百科 ; 5)
- 三間飛車ガイド 週刊将棋 編 毎日コミュニケーションズ  1989(週将ブックス. 定跡百科 ; 4)
- 終盤の定跡 週刊将棋 編 毎日コミュニケーションズ  1989(週将ブックス)
- 相掛かりガイド 週刊将棋 編 毎日コミュニケーションズ  1989(週将ブックス. 定跡百科 ; 6)
- 角換わりガイド 週刊将棋 編 毎日コミュニケーションズ  1989(週将ブックス. 定跡百科 ; 7)
- 矢倉ガイド 週刊将棋 編 毎日コミュニケーションズ  1989(週将ブックス. 定跡百科 ; 8)
- 奇襲大全 : 一撃必殺奇想天外抱腹絶倒 前人未踏温故知新の大作戦 湯川博士 著,週刊将棋 編 毎日コミュニケーションズ  1989
- 秘伝大道棋 湯川博士 著,週刊将棋 編 毎日コミュニケーションズ  1990
- 四間飛車ガイド 2 週刊将棋 編,室岡克彦 著 毎日コミュニケーションズ  1990(週将ブックス. 定跡百科 ; 9)
- 横歩取りガイド 2 週刊将棋 編,所司和晴 著 毎日コミュニケーションズ  1990(週将ブックス. 定跡百科 ; 10)
- 詰棋カクテル : 気ままにひとくち 週刊将棋 編 毎日コミュニケーションズ  1990(週将ブックス)
- 詰将棋ミステリーツアー : 脳細胞と遊ぶ 伊藤果 著,週刊将棋 編 毎日コミュニケーションズ  1990(週将ブックス)
- 手筋の達人 1 (矢倉基本編) 武者野勝巳 著,週刊将棋 編 毎日コミュニケーションズ  1990(週将ブックス)
- 手筋の達人 2 (矢倉応用編) 武者野勝巳 著,週刊将棋 編 毎日コミュニケーションズ  1990(週将ブックス)
- 世紀末四間飛車 急戦之巻 櫛田陽一 著,週刊将棋 編 毎日コミュニケーションズ  1990
- 将棋news 1990-1991 週刊将棋編集部 企画・編集 毎日コミュニケーションズ  1991
- 終盤の定跡 4 (必勝編) 週刊将棋 編 毎日コミュニケーションズ  1991(週将ブックス)
- 終盤の定跡 : デラックス 週刊将棋 編 毎日コミュニケーションズ  1991
- 雁木伝説 : 秘法巻之壱 週刊将棋 編 毎日コミュニケーションズ 1991
- 左美濃伝説 : 秘法巻之弍 週刊将棋 編 毎日コミュニケーションズ  1991
- 大覇道伝説 : 秘法巻之参 週刊将棋 編 毎日コミュニケーションズ  1991
- おもしろゲーム将棋 : 異次元で遊べ! 湯川博士 著,週刊将棋 編 毎日コミュニケーションズ  1991
- 右玉伝説 : 秘法巻之四 週刊将棋 編 毎日コミュニケーションズ  1991
- 急戦!振り飛車破り 1 (徹底棒銀) 所司和晴 著,週刊将棋 編 毎日コミュニケーションズ  1991
- 急戦!振り飛車破り 2 (徹底左4六銀) 所司和晴 著,週刊将棋 編 毎日コミュニケーションズ  1991
- 世紀末四間飛車 持久戦之巻 櫛田陽一 著,週刊将棋 編 毎日コミュニケーションズ  1991
- 相掛かりガイド 2 泉正樹 著,週刊将棋 編 毎日コミュニケーションズ  1991(週将ブックス. 定跡百科 ; 11)
- やじ馬観戦日記 立浪健一 著,週刊将棋 編 毎日コミュニケーションズ  1992(週刊将棋特選好プレー・珍プレー集 ; 1)
- 穴熊マスター 週刊将棋 編 毎日コミュニケーションズ  1992(週将ブックス. 定跡百科ワークブック ; 2)
- 急戦!振り飛車破り 3 (徹底右4六銀) 所司和晴 著,週刊将棋 編 毎日コミュニケーションズ  1992
- 横歩取りマスター 週刊将棋 編 毎日コミュニケーションズ  1992(週将ブックス. 定跡百科ワークブック ; 3)
- 三間飛車マスター 週刊将棋 編 毎日コミュニケーションズ  1992(週将ブックス. 定跡百科ワークブック ; 4)
- 四間飛車の基礎演習 週刊将棋 編 毎日コミュニケーションズ  1992(週将ブックス)
- 相掛かりマスター 週刊将棋 編 毎日コミュニケーションズ  1992(週将ブックス. 定跡百科ワークブック ; 6)
- 基本定跡マスター 週刊将棋 編 毎日コミュニケーションズ 1992(週将ブックス. 定跡百科ワークブック ; 1)
- 真・石田伝説 : 秘法巻之五 週刊将棋 編 毎日コミュニケーションズ  1992
- 角換わりマスター 週刊将棋 編 毎日コミュニケーションズ  1992(週将ブックス. 定跡百科ワークブック ; 7)
- 急戦!振り飛車破り 5 (徹底腰掛け銀) 所司和晴 著,週刊将棋 編 毎日コミュニケーションズ  1992
- 中飛車マスター 週刊将棋 編 毎日コミュニケーションズ  1992(週将ブックス. 定跡百科ワークブック ; 5)
- 矢倉マスター 週刊将棋 編 毎日コミュニケーションズ  1992(週将ブックス. 定跡百科ワークブック ; 8)
- 感動!手筋術 1(振り飛車編) 武者野勝巳 著,週刊将棋 編 毎日コミュニケーションズ  1992
- 急戦!振り飛車破り 4 (4五歩早仕掛け) 所司和晴 著,週刊将棋 編 毎日コミュニケーションズ  1992
- 感動!手筋術 2(居飛車編) 武者野勝巳 著,週刊将棋 編 毎日コミュニケーションズ  1993
- 将棋ザ・ハプニング 鈴木宏彦 著,週刊将棋 編 毎日コミュニケーションズ  1993(週刊将棋特選好プレー・珍プレー集 ; 2)
- 将棋ファン読本 2 週刊将棋 編 毎日コミュニケーションズ  1993
- 名局コレクション 1 (現代矢倉) 中原誠 [ほか]著,週刊将棋 編 毎日コミュニケーションズ  1993
- 名局コレクション 2 (角換わり) 中原誠 [ほか]著,週刊将棋 編 毎日コミュニケーションズ  1993
- 詰パラ傑作選 詰将棋パラダイス, 週刊将棋 編 毎日コミュニケーションズ  1993
- 詰棋ドリンク : 初心者向け詰将棋問題集 週刊将棋 編 毎日コミュニケーションズ  1993
- 振り飛車党宣言! 1 週刊将棋 編 毎日コミュニケーションズ  1993
- 将棋ファン倶楽部 週刊将棋 編 毎日コミュニケーションズ  1993
- 定跡外伝 : 将棋の裏ワザ教えます。 週刊将棋 編 毎日コミュニケーションズ  1993
- 振り飛車党宣言! 2 週刊将棋 編 毎日コミュニケーションズ  1994
- 現代矢倉の基礎知識 上 中村修 著,週刊将棋 編 毎日コミュニケーションズ  1994(将棋の定跡 ; 1)
- 清水市代の囲いのエッセンス 清水市代 著,週刊将棋 編 毎日コミュニケーションズ  1994
- 角換わりの基礎知識 所司和晴 著,週刊将棋 編 毎日コミュニケーションズ  1994(将棋の定跡 ; 3)
- 初段にチャレンジ : これ1冊で免状獲得 週刊将棋 編 毎日コミュニケーションズ  1994
- さわやかな詰将棋105 : 楽しみながら強くなる 岡田敏 著,週刊将棋 編 毎日コミュニケーションズ  1994
- 振り飛車党宣言! 3 週刊将棋 編 毎日コミュニケーションズ  1994
- 風車の美学 : 伊藤果直伝! 伊藤果 著,週刊将棋 編 毎日コミュニケーションズ  1994
- 二段にチャレンジ : これ一冊で免状獲得 週刊将棋 編 毎日コミュニケーションズ  1994
- 勝つための詰将棋81 : 1問ごとに強くなる 桑原辰雄 著,週刊将棋 編 毎日コミュニケーションズ  1994
- 棒銀一直線 : 将棋がもっと楽しくなる! 週刊将棋 編 毎日コミュニケーションズ  1994
- 史上最強の穴熊 1 (急戦編) 大内延介 著,週刊将棋 編 毎日コミュニケーションズ  1994
- 史上最強の穴熊 2 (持久戦編) 大内延介 著,週刊将棋 編 毎日コミュニケーションズ  1994
- 世紀末四間飛車 先手必勝編 櫛田陽一 著,週刊将棋 編 毎日コミュニケーションズ  1994
- 単純明快矢倉・脇システム 脇謙二 著,週刊将棋 編 毎日コミュニケーションズ  1994
- ひねり飛車の基礎知識 所司和晴 著,週刊将棋 編 毎日コミュニケーションズ  1994(将棋の定跡 ; 4)
- 奇襲虎の巻 : 明日からすぐ勝てる 神谷広志 著,週刊将棋 編 毎日コミュニケーションズ  1994
- 内藤九段の妙手探し 内藤国雄 著,週刊将棋 編 毎日コミュニケーションズ  1994
- 新終盤の定跡 1 (ザ必死!) 金子タカシ 著,週刊将棋 編 毎日コミュニケーションズ  1994
- 現代矢倉の基礎知識 下 中村修 著,週刊将棋 編 毎日コミュニケーションズ  1994(将棋の定跡 ; 2)
- 勝つための詰将棋81 続 桑原辰雄 著,週刊将棋 編 毎日コミュニケーションズ  1995
- 振り飛車党宣言! 4 週刊将棋 編 毎日コミュニケーションズ  1995
- 新終盤の定跡 2 (ザ決め手!) 週刊将棋 編 毎日コミュニケーションズ  1995
- すぐ勝てる将棋入門 週刊将棋編集部 編 毎日コミュニケーションズ  1995
- 後手無理矢理矢倉 : 矢倉はエジソンに聞け! 田中寅彦 著,週刊将棋 編 毎日コミュニケーションズ  1995
- 歩の玉手箱 : 手筋の集大成 桐谷広人 著,週刊将棋 編 毎日コミュニケーションズ  1995
- 詰将棋・作意を探せ : 配置駒で推理する 堀内和雄, 週刊将棋 編 毎日コミュニケーションズ  1995
- 金言玉言新角言 : 知って得する将棋サバイバル術 週刊将棋 編 毎日コミュニケーションズ  1995
- 不滅の名勝負100 週刊将棋 編 毎日コミュニケーションズ  1995
- 消えた戦法の謎 : あの流行形はどこに!? 勝又清和 著,週刊将棋 編 毎日コミュニケーションズ  1995
- 詰将棋探検隊 : 妙技すべてみせます 角建逸 著,週刊将棋 編 毎日コミュニケーションズ  1995
- 秘伝穴熊王 : 堅い・攻めてる・切れない・勝ち! 美馬和夫 著,週刊将棋 編 毎日コミュニケーションズ  1995
- 名局紀行 : 初代宗桂から将棋四〇〇年 週刊将棋 編 毎日コミュニケーションズ  1996
- 投了の真相 : プロの実戦即詰み100題 日浦市郎 著,週刊将棋 編 毎日コミュニケーションズ  1996
- 大逆転! : させる技、させないテクニック 週刊将棋 編 毎日コミュニケーションズ  1996
- 詰みより必死 : 終盤の超発想法 金子タカシ 著,週刊将棋 編 毎日コミュニケーションズ  1996
- 詰将棋特訓コース 1 週刊将棋 編 毎日コミュニケーションズ  1996
- 詰将棋特訓コース 2 週刊将棋 編 毎日コミュニケーションズ  1996
- 入玉大作戦 : 逃げるが勝ち! 週刊将棋 編 毎日コミュニケーションズ  1996
- 実力初段特訓コース 週刊将棋 編 毎日コミュニケーションズ  1996
- 実力二段特訓コース 週刊将棋 編 毎日コミュニケーションズ  1996
- 実力三段特訓コース 週刊将棋 編 毎日コミュニケーションズ  1997
- 実力四段特訓コース 週刊将棋 編 毎日コミュニケーションズ  1997
- 5手詰めパラダイス 詰将棋パラダイス, 週刊将棋 編 毎日コミュニケーションズ  1997
- 7手詰めパラダイス 詰将棋パラダイス, 週刊将棋 編 毎日コミュニケーションズ  1997
- 9手詰めパラダイス 詰将棋パラダイス, 週刊将棋 編 毎日コミュニケーションズ  1997
- B級戦法の達人 週刊将棋 編 毎日コミュニケーションズ  1997
- 実力倍増特訓コース 週刊将棋 編 毎日コミュニケーションズ  1998
- 実力向上特訓コース 週刊将棋 編 毎日コミュニケーションズ  1998
- B級四間飛車の達人 週刊将棋 編 毎日コミュニケーションズ 1998
- 3手詰めパラダイス 詰将棋パラダイス, 週刊将棋 編 毎日コミュニケーションズ  1999
- 超初心詰将棋3手5手 週刊将棋 編 毎日コミュニケーションズ  1999
- 奇襲大全 週刊将棋 編,湯川博士 執筆,森鶏二 監修 毎日コミュニケーションズ  1999
- 81マスどこでも詰ませる5・7・9手 岡田敏 著,週刊将棋 編 毎日コミュニケーションズ  1999
- 解いて楽しいあぶりだし詰将棋 岡田敏 著,週刊将棋 編 毎日コミュニケーションズ  2000
- 見えたら初段詰将棋100次の一手100 週刊将棋 編 毎日コミュニケーションズ  2000
- 新5手詰めパラダイス 詰将棋パラダイス, 週刊将棋 編 毎日コミュニケーションズ  2001
- 蘇る秘伝大道棋 週刊将棋 編,湯川博士 著 毎日コミュニケーションズ  2001
- 新7手詰めパラダイス 詰将棋パラダイス, 週刊将棋 編 毎日コミュニケーションズ  2001
- 初段の終盤 : 実戦次の一手100 週刊将棋 編 毎日コミュニケーションズ  2001(実力養成シリーズ)
- 二段の終盤 : 実戦次の一手100 週刊将棋 編 毎日コミュニケーションズ  2001(実力養成シリーズ)
- 三段の終盤 : 実戦次の一手100 週刊将棋 編 毎日コミュニケーションズ  2001(実力養成シリーズ)
- 四段の終盤 : 実戦次の一手100 週刊将棋 編 毎日コミュニケーションズ  2001(実力養成シリーズ)
- 新9手詰めパラダイス 詰将棋パラダイス, 週刊将棋 編 毎日コミュニケーションズ  2001
- B級戦法の達人プラス 週刊将棋 編 毎日コミュニケーションズ  2002
- 詰将棋実戦形パラダイス 詰将棋パラダイス, 週刊将棋 編 毎日コミュニケーションズ  2002
- 定跡外伝 : 将棋の裏ワザ伝授します 2 週刊将棋 編 毎日コミュニケーションズ  2002
- 初級必修次の一手105 週刊将棋 編 毎日コミュニケーションズ  2002
- 中級必修次の一手105 週刊将棋 編 毎日コミュニケーションズ  2002
- 役に立つ将棋の格言99 週刊将棋 編 毎日コミュニケーションズ  2004(週将ブックス)
- 我が道を行く定跡の裏街道 週刊将棋 編 毎日コミュニケーションズ  2004(週将ブックス)
- 手筋の達人 武者野勝巳 著,週刊将棋 編 毎日コミュニケーションズ  2005(Mycom将棋文庫SP)
- 手筋の達人 2 武者野勝巳 著,週刊将棋 編 毎日コミュニケーションズ  2005(Mycom将棋文庫SP)
- すぐに使える将棋の手筋 上 週刊将棋 編 毎日コミュニケーションズ  2005(週将ブックス)
- 実戦に役立つ詰将棋3手5手 渡辺明 監修,週刊将棋 編 毎日コミュニケーションズ  2005
- すぐに使える将棋の手筋 下 週刊将棋 編 毎日コミュニケーションズ  2005(週将ブックス)
- 詰将棋実戦形パラダイス 2 詰将棋パラダイス, 週刊将棋 編 毎日コミュニケ-ションズ  2006
- ひらめき次の一手 初級編 山崎隆之 監修,週刊将棋 編 毎日コミュニケーションズ  2006
- ひらめき次の一手 中級編 山崎隆之 監修,週刊将棋 編 毎日コミュニケーションズ  2006
- ひらめき次の一手 初段編 山崎隆之 監修,週刊将棋 編 毎日コミュニケーションズ  2006
- 将棋・ひと目の手筋 渡辺明 監修,週刊将棋 編 毎日コミュニケーションズ  2006(Mycom将棋文庫SP)
- 手筋の裏ワザ 週刊将棋 編 毎日コミュニケーションズ  2007(週将ブックス)
- 5手7手詰めパラダイス 詰将棋パラダイス, 週刊将棋 編 毎日コミュニケーションズ  2007(マイコミ将棋文庫SP)
- 将棋・ひと目の定跡 週刊将棋 編 毎日コミュニケーションズ  2007(マイコミ将棋文庫SP)
- 裏定跡の決め手 週刊将棋 編 毎日コミュニケーションズ  2007(週将ブックス)
- 1から始める詰将棋 週刊将棋 編 毎日コミュニケーションズ  2007(マイコミ将棋文庫SP)
- 手筋の力 初級編 週刊将棋 編 毎日コミュニケーションズ  2007(マイコミ将棋文庫SP)
- 痛快!ワンダー戦法 週刊将棋 編 毎日コミュニケーションズ  2007(週将ブックス)
- 二段の力 週刊将棋 編 毎日コミュニケーションズ  2007(週将ブックス)
- 将棋・ひと目の端攻め 週刊将棋 編 毎日コミュニケーションズ  2008(マイコミ将棋文庫SP)
- 三段の力 週刊将棋 編 毎日コミュニケーションズ  2008(週将ブックス)
- 将棋・ひと目の寄せ 週刊将棋 編 毎日コミュニケーションズ  2008(マイコミ将棋文庫SP)
- 四・五段の力 週刊将棋 編 毎日コミュニケーションズ  2008(週将ブックス)
- 初段の力 週刊将棋 編 毎日コミュニケーションズ  2008(週将ブックス)
- 新5手7手詰めパラダイス 詰将棋パラダイス, 週刊将棋 編 毎日コミュニケーションズ  2009(マイコミ将棋文庫SP)
- 上級者の力 週刊将棋 編 毎日コミュニケーションズ  2009(週将ブックス)
- 将棋・ひと目のさばき : 軽さが身につく200問 週刊将棋 編 毎日コミュニケーションズ  2010(マイコミ将棋文庫SP)
- 手筋の隠れ家 週刊将棋 編 毎日コミュニケーションズ  2010(週将ブックス)
- 力をつける詰将棋3手5手 週刊将棋 編,渡辺明 監修 毎日コミュニケーションズ  2010(週将ブックス)
- 将棋・ひと目の攻防 週刊将棋 編 毎日コミュニケーションズ  2011(マイコミ将棋文庫SP)
- 将棋・ひと目の逆転 週刊将棋 編 マイナビ  2012(マイナビ将棋文庫SP)
- 将棋・ひと目の鬼手 週刊将棋 編 マイナビ  2013(マイナビ将棋文庫SP)
- 将棋タイトル戦30年史 1984→1997年編 週刊将棋 編 日本将棋連盟  2014
- 将棋指し57人の日常 週刊将棋 編 マイナビ  2014
- 将棋タイトル戦30年史 1998→2013年編 週刊将棋 編 日本将棋連盟  2014
- 将棋順位戦30年史 1984→1997年編 週刊将棋 編 日本将棋連盟  2014
- 将棋順位戦30年史 1998→2013年編 週刊将棋 編 日本将棋連盟  2014
- 将棋・必殺の決め手 週刊将棋 編 マイナビ  2015(マイナビ将棋文庫)
- 将棋・逆転の決め手 週刊将棋 編 マイナビ出版  2015(マイナビ将棋文庫)
- 棋界に伝わる二つの秘法雁木・右玉伝説 週刊将棋 編 マイナビ出版  2016(マイナビ将棋文庫)
- 週刊将棋30年史 アマプロ平手戦・対コンピュータ将棋編 週刊将棋 編 マイナビ出版  2016
- 将棋・B級戦法の達人 週刊将棋 編 マイナビ出版  2016(マイナビ将棋文庫)
- 真・石田伝説 : 知られざる振り飛車の秘法 週刊将棋 編 マイナビ出版  2016(マイナビ将棋文庫)
- 完全版定跡外伝 : 将棋の裏ワザ教えます 週刊将棋 編 マイナビ出版  2017(マイナビ将棋文庫)
- 「次の一手」で覚える将棋序・中盤の手筋436 週刊将棋 編 マイナビ出版  2017(マイナビ将棋文庫)
- 「次の一手」で覚える将棋・終盤の手筋436 週刊将棋 編 マイナビ出版  2017(マイナビ将棋文庫)
- 「次の一手」で覚える将棋序・中盤の手筋436 レベルアップ編 週刊将棋 編 マイナビ出版  2019(マイナビ将棋文庫)
- ポケット3手詰 週刊将棋 編,[渡辺明] [監修] マイナビ出版  2019
- ポケット5手詰 週刊将棋 編,[渡辺明] [監修] マイナビ出版  2019

## 関連雑誌
- 将棋世界（2009年5月から、将棋連盟発行・マイコミ→マイナビ→マイナビ出版の販売に移行）
- 週刊碁（囲碁の新聞）